# Стоян, Анна Евгеньевна
Анна Евгеньевна Стоян (род. 18 февраля 1993) — казахстанская лыжница.

## Карьера
Участница трёх молодёжных чемпионатов мира.
На международных соревнованиях по лыжным гонкам в Муонио среди спортсменок до 20 лет заняла третье место на классической дистанции 5 километров.
Участвовала в чемпионате мира 2013 года в итальянском Валь-ди-Фьемме. В спринте заняла 60-е место. Несмотря на столь низкий результат, среди казахстанских лыжниц она была лучшей. В командном спринта стала 21-й, в эстафете — 15-й.